# Malcolmia tenuissima
Malcolmia tenuissima är en korsblommig växtart som beskrevs av Viktor Petrovitj Botjantsev. Malcolmia tenuissima ingår i släktet strandlövkojor, och familjen korsblommiga växter. Inga underarter finns listade i Catalogue of Life.